# Az írástudatlanság elleni küzdelem nemzetközi napja
Az írástudatlanság elleni küzdelem nemzetközi napjáról az UNESCO 1965. szeptember 8-án, Teheránban tartott világkongresszusa rendelkezett, amelyen ezt a napot (szeptember 8-át) az analfabetizmus elleni küzdelem napjának nyilvánították.